# غيزيل واشنطن
غيزيل واشنطن (بالإنجليزية: Giselle Washington)‏ هي لاعبة كرة قدم جامايكية، ولدت في 3 أبريل 2001 في مقاطعة ديكالب في الولايات المتحدة.

## وصلات خارجية
- غيزيل واشنطن على موقع قاعدة بيانات كرة القدم.إي يو (الإنجليزية)
- غيزيل واشنطن على موقع Soccerway.com (الإنجليزية)